# Antonio Lozano Gracia
Fernando Antonio Lozano Gracia (Ciudad de México, 5 de septiembre de 1953) es un abogado y político mexicano, miembro del Partido Acción Nacional. Fue procurador general de la República durante el gobierno de Ernesto Zedillo entre 1994 y 1996. También, es esposo de la famosa cantante mexicana Guadalupe Pineda.

## Biografía
Es abogado egresado de la Universidad Nacional Autónoma de México, ha sido conocido por su gran cercanía con otro destacado miembro de su partido, Diego Fernández de Cevallos. El primer cargo importante que ocupó Lozano Gracia en la política mexicana fue el ganar la elección como diputado Federal por el Distrito 33 del Distrito Federal a la LIV Legislatura, posteriormente ocupó cargo en el Comité Ejecutivo Nacional del PAN. 
Debió su protagonismo político al ser designado el 1 de diciembre de 1994 como procurador general de la República por el entonces nuevo presidente Ernesto Zedillo, era la primera vez que en un gobierno emanado del PRI se daba un cargo en el gabinete a un miembro de un partido de oposición, en este caso, el PAN. Lozano Gracia llegó a la PGR en un momento álgido de la política y la seguridad de México, en los meses anteriores a su nombramiento ocurrieron los asesinatos de Juan Jesús Posadas Ocampo, Luis Donaldo Colosio y José Francisco Ruiz Massieu, además de atentados y secuestros de personalidades importantes, el nombramiento de Lozano pretendía dar credibilidad a la agencia encargada de solucionar estos casos y que históricamente era conocida por su corrupción y complicidad en los crímenes. Durante su gestión uno de los hechos más importantes fue el arresto de Raúl Salinas de Gortari por el asesinato de José Francisco Ruiz Massieu, el arresto de Raúl, hermano del expresidente Salinas de Gortari fue el primero de un familiar de un expresidente, ante esto Salinas se declaró perseguido político de Zedillo e incluso inició una huelga de hambre y terminó por salir del país. Raúl Salinas permanecería encarcelado 10 años.
La investigación del mismo asesinato de Ruiz Massieu degeneró cuando se descubrió que el fiscal especial para el caso, Pablo Chapa Bezanilla, había utilizado los servicios de una "vidente" en la búsqueda de los restos del diputado Manuel Muñoz Rocha (presunto cómplice de Raúl Salinas) y el encuentro de restos óseos que fueron atribuidos a él, posteriormente se descubriría que la vidente había sembrado esos restos y que los arrestos dados a consecuencia eran ilegales, ante esto Ernesto Zedillo removió de su cargo a Chapa Bezanilla y a Lozano Gracia, quien desde entonces se dedicó al ejercicio de su profesión de forma particular.